# Willisauer Ringli

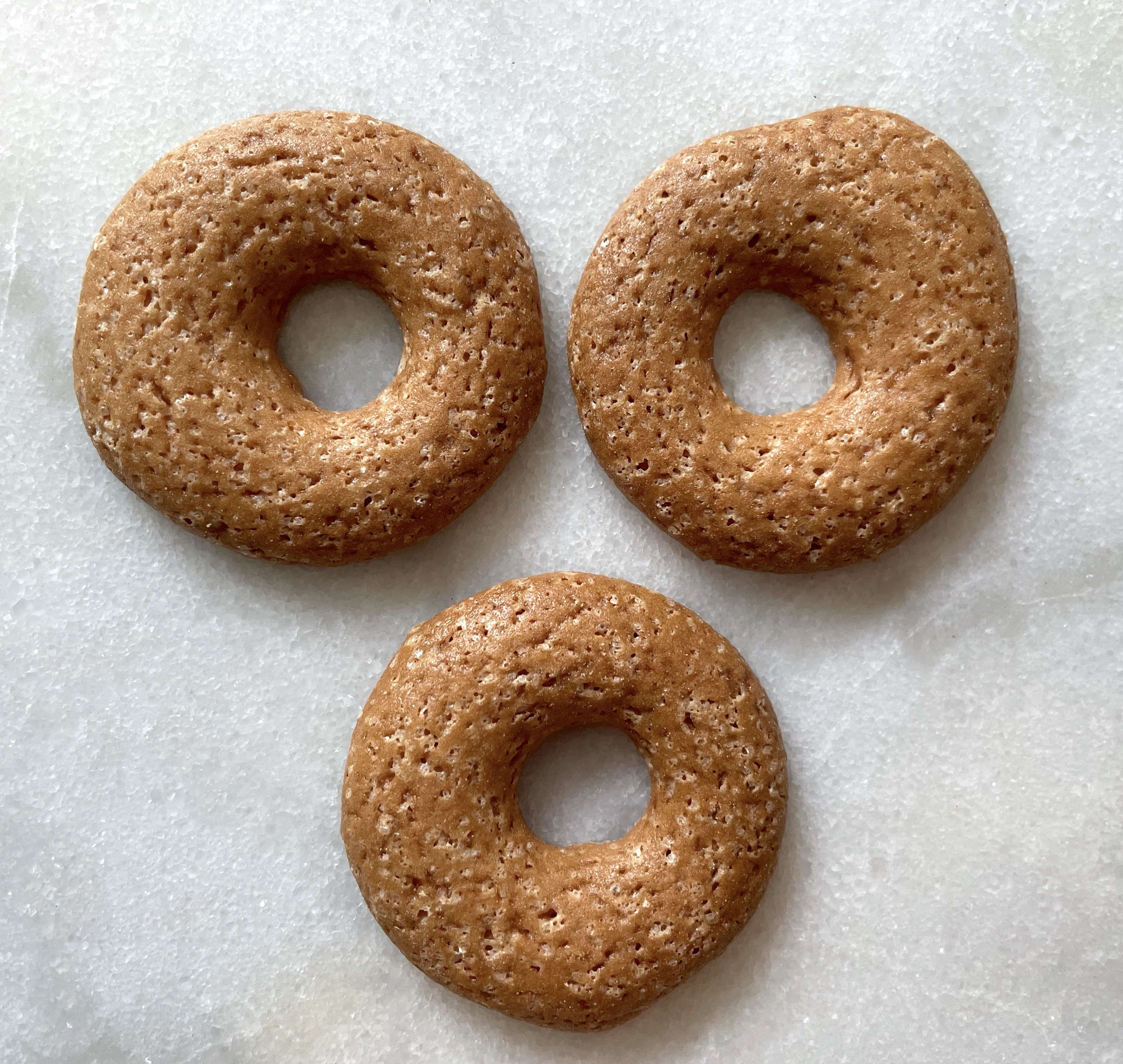
Drei Willisauer Ringli

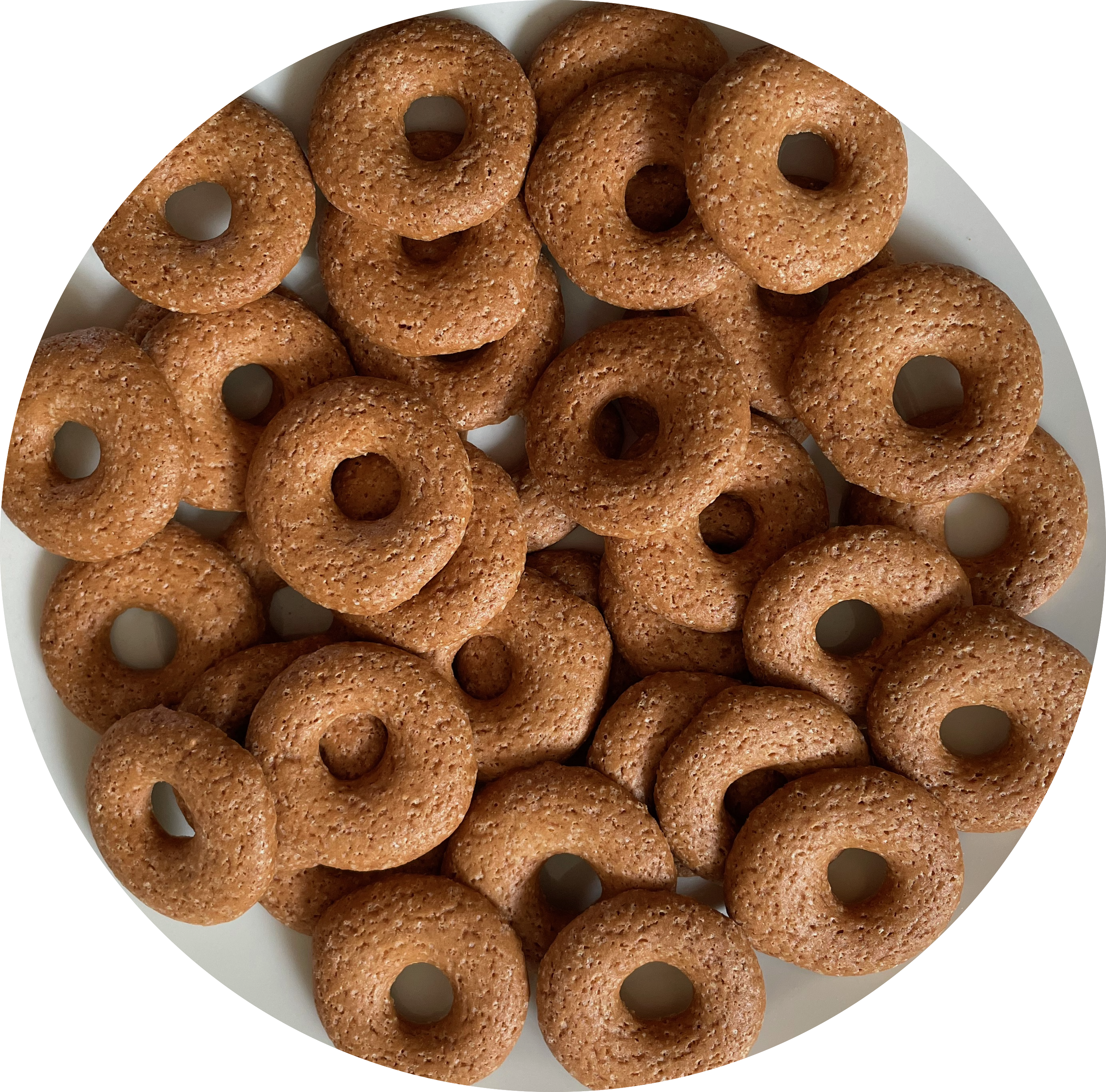
Viele Willisauer Ringli

Das Willisauer Ringli ist ein sehr hartes ringförmiges Gebäck aus Willisau im Schweizer Kanton Luzern. Seine Form und seine Härte sind seine Kennzeichen. Es hat einen Durchmesser von etwa 5 Zentimetern und in der Mitte ein Loch. 
Das Willisauer Ringli wurde ins Inventar des kulinarischen Erbes der Schweiz aufgenommen. Gemäss eines Gerichtsbeschlusses aus den 1940er Jahren darf es nur in Willisau hergestellt werden.
Erstmals gewerbsmässig hergestellt wurde das «Ringli» 1850; seither bestehen die Zutaten aus Zucker, Wasser, Mehl, Honig und Salz. Ein ätherisches Öl aus Zitronen- und Orangenschalen verleiht ihm seinen typischen zitronigen Geschmack. Die genaue Mischung ist geheim. Am besten sollen sie schmecken, wenn man sie nicht zerbeisst, sondern langsam im Mund zergehen lässt.
Das Geniessen eines Willisauer Ringlis gestaltet sich in einem Brauch wie folgt: Das Ringli wird in die linke Handfläche gelegt und dann mit dem rechten Ellenbogen in das Loch des Ringes geschlagen. Derjenige, der es schafft, das Ringli dabei in vier gleich grosse Teile zu teilen, soll ein wahrer Schweizer sein.